# Lev Zaharovics Mehlisz
Lev Zaharovics Mehlisz (Лев Заха́рович Ме́хлис; Odessza, 1889. január 13. – 1953. február 13.) zsidó származású szovjet tábornok, vezérezredes, a 4. Ukrán Front parancsnokának politikai helyettese. Sztálin bizalmasa, „kicsinyített tükörképe” a Vörös Hadsereg tiszti karában végzett tisztogatások egyik fő felelőse.

## Élete
Főképpen katonapolitikai téren tevékenykedett. Sztálin támogatásával gyakran vezényelt politikai színezetű tisztogatásokat. 1937–1940 között politikai főcsoportfőnök, 1941-től a honvédelmi népbiztos helyettese. A Barbarossa hadművelet kezdeti német sikerei miatt Ukrajnába ment, kivizsgálni a kudarc okait és mások mellett kivégeztette Dmitrij Pavlov tábornokot is. Ezután különböző frontokra küldték, de 1942-ben a Krímben totális csődöt mondott. Ott például megtiltotta a lövészárkok ásását, „hogy ne törjön le a katonák támadókedve”. Emiatt lefokozták, politikai megbízatásait azonban továbbra is sorra megkapta.
A realitások ellenére meggyőzte Sztálint, hogy Budapest bevétele könnyű lesz. A valóságban Budapest ostroma 108 napig húzódott, 4 szovjet támadási kísérlettel. Emiatt Malinovszkij marsall a valóságosnál jóval nagyobb ellenséges német-magyar erőkről számolt be. Az adatok közötti eltérést a polgári lakosságból elfogott személyekkel pótolta.
A második világháború után állami ellenőrzési népbiztos volt.
1950-ben egészségügyi okokból leváltották. Hamvait a Kreml falában helyezték el.

## Elismerései
- Lenin-rend